# ロクロピット
ロクロピットとは、古代において轆轤（ロクロ）を据え付けるために土を掘りくぼめた小さい穴（pit）のことである。須恵器・土師器の窯跡や工房址などから見つかることが多い。
轆轤は発明当初は手で回転させていたと考えられるが、のちにはずみ車が発明され、これと連結することで安定した回転を得ることができるようになった。はずみ車は重く、動かすのに力が要るが、ひとたび回転に勢いがつくと、自身の重さのせいで容易には減速しなくなり、一定の回転速度が保たれる。鉄器時代には、回転台を軸棒ではずみ車を兼ねる重い円盤につなぎ、足で下の円盤を蹴り回転を与える「蹴り轆轤」が広まった。それまでの轆轤では手で直接回転台を回していたが、「蹴り轆轤」では手で回転させる必要がなく、自由に両手を使うことができるようになった。
ロクロピットは、「蹴り轆轤」にともなう段階のもので、日本では律令制的な土器生産の広がりとともに古代の遺跡から検出される。円盤を載せる台と軸棒とを土中に埋め込むことによって、二段構造を呈する場合が多い。壁、底ともにきわめて堅くしまっていることが特徴的である。窯跡や工房址からの検出が多く、周囲に未製品、半製品、失敗作と思われる土器をともなうことが多い。なお、土器の底部の切り離しは「蹴り轆轤」の一般化とともに糸が使用されることが多くなると推定される。回転状態で切り離した場合は指紋のような渦巻状の切り離し痕跡が確認できる。